# Ernst Fabritius
Ernst Fredrik Fabritius, född 2 juli 1842 i Viborgs socken, död 8 oktober 1899 i Lappträsk, var en finländsk musiker och jordbrukare. Han var far till Almar och Harald Fabritius.
Fabritius bedrev musikstudier i Leipzig 1857–1861 och verkade därefter under några år med framgång som violinist vid konserter både i Finland och i Stockholm. År 1864 tvingades han på grund av en handskada att sluta medverka i konserter, men fortsatte att komponera. Han skrev bland annat orkesterouvertyrer, en violinkonsert (1877), pianostycken och sånger. Han var även verksam som jordbrukare, journalist och hästuppfödare. Han utgav handboken Hästen (1888).